# Liste des routes nationales à Madagascar
Pour les articles homonymes, voir RN.
Cet article liste les routes nationales de Madagascar,.

## Présentation
Les routes nationales commençant par N ou RN.
Les tronçons non contigus d'une route nationale se distinguent par des lettres (a, b...), les itinéraires alternatifs portent le suffixe -bis.
Le Ministère des Travaux Publics classe les routes en trois groupes : 
- les routes nationales primaires (P) ;
- les routes nationales secondaires (S) ;
- les routes nationales temporaires (T). Ces dernières sont généralement non pavées ou en mauvais état faute d'entretien et ne sont donc praticables qu'en saison sèche[3].

## Routes nationales
| RN       | Villes traversées                                                      | Longueur (km) | Groupe |
| -------- | ---------------------------------------------------------------------- | ------------- | ------ |
| N 1      | Antananarivo – Arivonimamo – Miarinarivo – Analavory – Tsiroanomandidy | 149           | S      |
| N 1b     | Analavory – Ankadinondry Sakay – Tsiroanomandidy – Maintirano          | 474           | S      |
| N 2      | Antananarivo – Manjakandriana – Moramanga – Brickaville – Toamasina    | 349           | P      |
| N 2a     | Ambohimalaza – Anjeva – Ambatomanga                                    | 19            | T      |
| N 2b     | Ankorahotra – Université d’Antananarivo                                | 2             | T      |
| N 3      | Antananarivo – Anjozorobe                                              | 90            | S      |
| N 3a     | Lac Alaotra – Andilamena                                               | 180           | T      |
| N 3b     | Sambava – Andapa                                                       | 106           | T      |
| N 4      | Antananarivo – Ambondromamy – Mahajanga                                | 562           | P      |
| N 5      | Toamasina – Maroantsetra                                               | 402           | S      |
| N 5a     | Ambilobe – Sambava – Antalaha – Marofinaritra                          | 414           | S      |
| N 6      | Ambondromamy – Antsohihy – Antsiranana                                 | 713           | P      |
| N 7      | Antananarivo – Antsirabe – Ambositra – Fianarantsoa – Toliara          | 920           | P      |
| N 8      | Marofototra – Belon'i Tsiribihina – Bekopaka – Antsalova               | 198           | T      |
| N 8a     | Maintirano – Antsalova                                                 | 119           | T      |
| N 8b     | Marosakoa – Marovoay – RN 4                                            | 26            | T      |
| N 8c     | RN 1b – Ambatomainty, Kandreho – Maevatanana                           | 250           | T      |
| N 9      | Toliara – Mandabe – Mahabo                                             | 350           | T      |
| N 10     | Andranovory – Ambovombe                                                | 420           | S      |
| N 11     | Mahanoro – Mananjary                                                   | 173           | ST     |
| N 11a    | Antsampanana – Mahanoro                                                | 151           | T      |
| N 12     | Irondro – Vangaindrano                                                 | 302           | S      |
| N 12a    | Tolagnaro – Manantenina – Vangaindrano                                 | 256           | T      |
| N 13     | Ihosy – Tolagnaro                                                      | 493           | S      |
| N 14     | Ifanadiana – Ikongo                                                    | 92            | T      |
| N 15     | Sakaraha – Beroroha                                                    | 247           | T      |
| N 16     | Analavoky – Iakora                                                     | 81            | T      |
| N 17     | Beraketa – Bekily                                                      | 42            | T      |
| N 17a    | Inanavy – Benenitra                                                    | 99            | T      |
| N 18     | Vangaindrano – Parc national de Midongy du Sud                         | 132           | T      |
| N 19     | Katsepy – Soalala – Maintirano                                         | 547           | T      |
| N 20     | RN 11a – Antanambao Manampotsy                                         | 39            | T      |
| N 21     | Aérodrome de Sainte-Marie – Ambodifotatra – Atsinanantsara             | 50            | S      |
| N 22     | Fenoarivo Atsinanana – Vavatenina                                      | 38            | T      |
| N 23     | RN 11a – Marolambo                                                     | 120           | T      |
| N 23a    | Moramanga – Anosibe An'ala                                             | 70            | T      |
| N 24     | Mananjary – Vohilava                                                   | 45            | T      |
| N 25     | Ambohimahasoa – Irondro – Mananjary                                    | 161           | S      |
| N 26     | Ilempona – Antanifotsy                                                 | 3             | T      |
| N 27     | Ihosy – Farafangana                                                    | 275           | S      |
| N 30     | Madirofolo – Ankify                                                    | 17            | S      |
| N 30a    | Andoany – Andilana (Nosy Be)                                           | 28            | S      |
| N 31     | Antsohihy – Bealanana                                                  | 129           | T      |
| N 31a    | Ankerika – Analalava                                                   | 71            | T      |
| N 32     | Antsohihy – Mandritsara                                                | 200           | S      |
| N 33     | Amparafaravola – Andriamena                                            | 340           | T      |
| N 33a    | Ambondromamy – Tsaratanana                                             | 86            | T      |
| N 33b    | Andranofasika – Ambato Boeny                                           | 24            | T      |
| N 34     | Antsirabe – Malaimbandy                                                | 368           | S      |
| N 35     | Ivato – Morondava                                                      | 460           | ST     |
| N 36     | Ampanotokana – Fenoarivobe                                             | 119           | T      |
| N 41     | Ambositra – Fandriana                                                  | 41            | S      |
| N 42     | Fianarantsoa – Isorana – Ikalamavony                                   | 98            | T      |
| N 43     | Analavory – Sambaina                                                   | 133           | S      |
| N 44     | Moramanga – Imerimandroso                                              | 228           | S      |
| N 45     | Alakamisy Ambohimaha – Vohiparara                                      | 23            | S      |
| N 46     | RN 7 – Ambovombe Afovoany                                              | 19            | T      |
| N 47     | Ivato – Antoetra                                                       | 25            | T      |
| N 51     | RN 3 – Ambohimanga-Rova                                                | 5             | T      |
| N 52     | Talatamaty – Ivato                                                     | 6             | S      |
| N 53     | Antalaha – Aérodrome d'Antsirabato                                     | 15            | T      |
| N 54     | Mahajanga – Amborovy                                                   | 8             | T      |
| N 55     | Bevoay – Morombe                                                       | 78            | T      |
| N 56     | Arivonimamo – Flughafen                                                | 3             | T      |
| N 57     | Andoany – Aéroport de Fascene (Île Nosy Be)                            | 11            |        |
| N 58a    | Liaison entre RN 4 et RN 7 au sud-ouest d'Antananarivo                 | 16            |        |
| N 58b    | Ankadindratombo – Ambohimanambola                                      | 7             | T      |
| N 59a    | Androrona – Vohémar                                                    | 4             | T      |
| N 59b    | Antsiranana – Ramena                                                   | 19            | T      |
| N 60     | Liaison entre RN 2 et RN 7 au sud-est d'Antananarivo                   | 15            |        |
| N 65     | Liaison entre RN 2, RN 3 et la zone industrielle d'Ankorondrano        | 8             | S      |
| Sources: |                                                                        |               |        |